# Clou

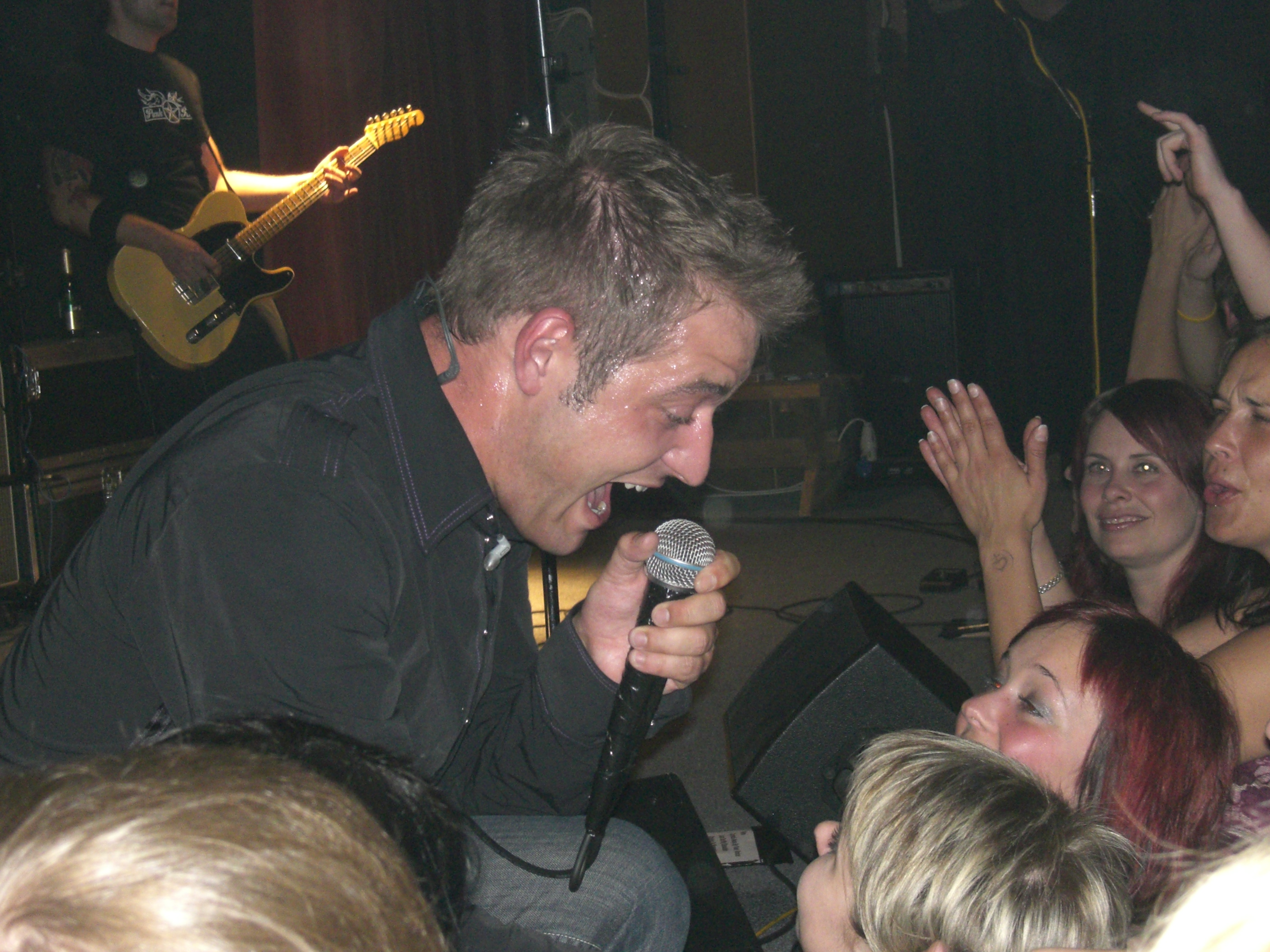
Zpěvák Lukáš Vyhnal během koncertu v píseckém klubu Divadlo pod Čarou

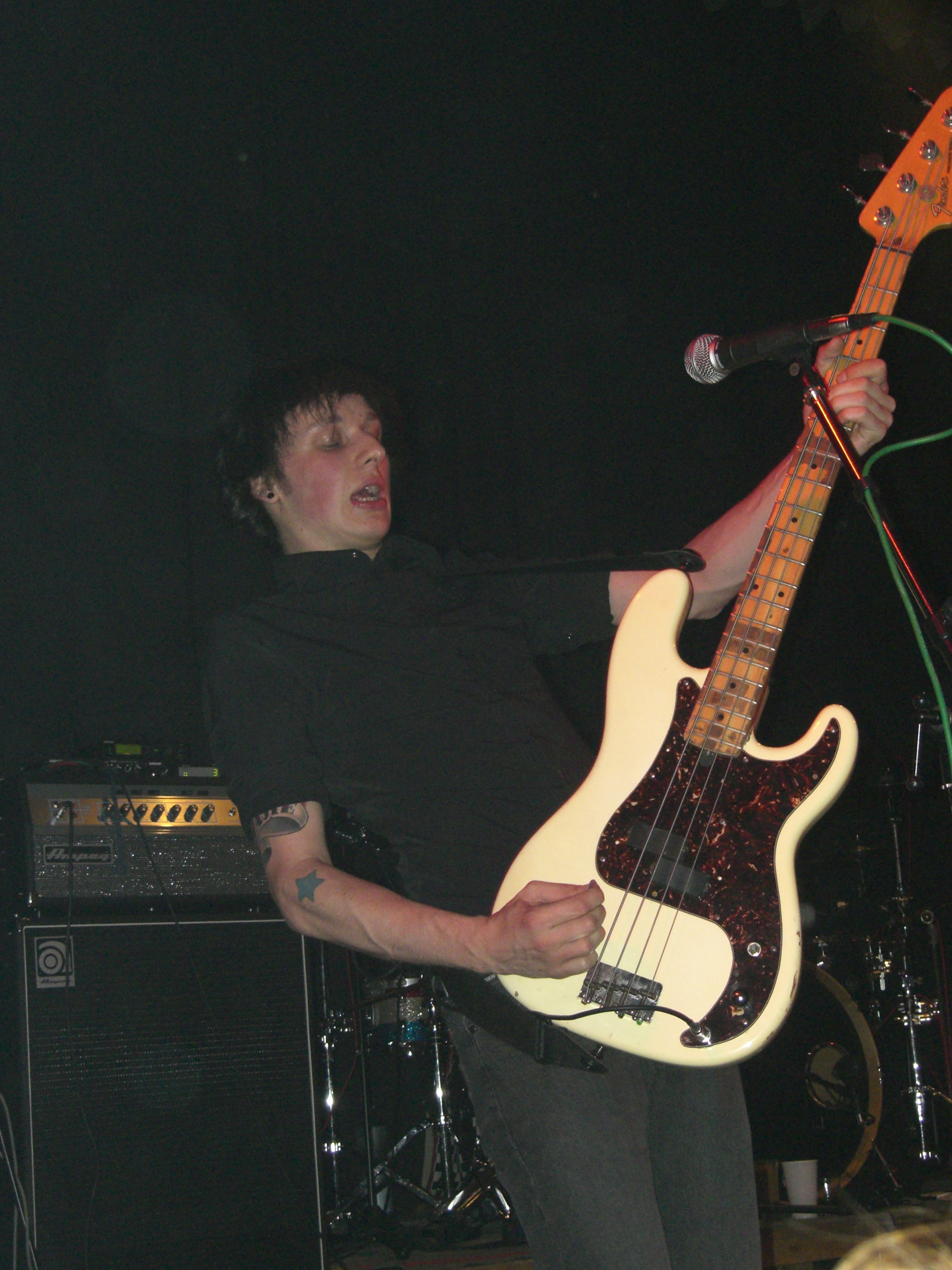
Basák Štěpán Farkaš

Clou byla česká anglicky zpívající rocková hudební skupina z Prahy. Kapela vznikla v roce 2001 z kapel Stepson a Unsized Upkids. Zakládajícími členy byli Lukáš Vyhnal, Radek Tomášek mladší, Petr Vaško, Hubert Topinka a Brian Yamato.

## Historie

### Začátky kapely (2001–2004)
Clou začínali jako rocková kapela vycházející z kořenů old-schoolového hardcore-punku, ema a punk rocku. Hráli na několika klubových koncertech, skateových akcích a v neposlední řadě byli od roku 2004 pravidelnými účinkujícími na českém festivalu Rock for People.
V roce 2004 vydali EP First, které se objevilo na spoustě kompilací a také ve skateových videích. Nahrávka obsahovala pouze tři skladby, z nichž „A Place“ se dočkal i svého filmového ztvárnění.
Na přelomu roku 2004 a 2005 se Clou přesunuli do studia, aby natočili své debutové album Postcards.

### Postcards, odchod Briana a Prachy dělaj člověka (2005–2006)
Dne 21. března 2005 vydali Clou své první album Postcards, které dosáhlo velkého úspěchu především na české hudební scéně. Deska v sobě míchala prvku melodického hardcoru, punk-rocku, pop-punku postavené na rockovém zvuku a výrazu. Díky dobré produkci se dostal singl z této desky, Island Sun, nejen na přední příčky českých hitparád, ale dokonce i na MTV, kde se dostal mezi videoklipy Top 10 a byl vysílán 15× týdně. Na tomto albu se podíleli i Dara Rolins (skladba „Postcards“) a Kryštof Michal ze Support Lesbiens (skladba „A Place“). Deska byla v roce 2006 oceněna dvěma Anděly.
Popularita Clou rychle vzrostla a uskupení se stalo jednou z nejžádanějších českých kapel, což dokazuje i nespočet odehraných klubových koncertů i open-air festivalů.
Kritický moment kapely nastal v létě 2006, kdy se uprostřed festivalového turné rozhodl baskytarista Brian opustit kapelu. Kapela poté odehrála několik akustických vystoupení a zvažovala, zda dále pokračovat v činnosti, nebo skončit. Kapela přijala na záskok baskytaristu Štěpána Farkaše (účinkoval v kapelách „Měhrot“, „Jaksi taksi“). Ten se nakonec stal platným členem kapely.
Clou koncem léta 2006 dostali možnost složit a nahrát několik písní pro film Prachy dělaj člověka. Vznikly tak tři skladby: Choked On Memories, Still Running a Exe Cut. Díky této zkušenosti se poznali s Djordje Eričem, producentem následujícího alba s názvem Clou.
Na přelomu roku 2006 a 2007 se Clou opět odebrali do studia, aby natočili následovníka desky Postcards.
Výsledkem bylo album s názvem „Clou“ (2007) obsahující 12 skladeb, na kterém se producentsky podílel Djordje Erič, se kterým už spolupracovali při natáčení písní soundtracku k „Prachy dělaj člověka“. S texty kapele pomohl Američan Austin Lucas, který žije v Čechách. Albem „Clou“ si kapela utvrdila svou pozici na české hudební scéně. S touto deskou ke konci roku 2007 odehrála turné s názvem „Ghosts of November“, kam si jako hosty pozvali kladenskou skupinu Selfish, The Prostitutes z Prahy a tehdejší chomutovskou kapelu 5th April.
Začátkem července roku 2008 se Clou opět věnovali nahrávání ve studiu. Ještě před samotným nahráváním kapele přibyl jeden člen, kytarista Pavel Bureš (Rocky), který dřív hrál v kapele 5th April a nyní hraje ještě navíc v kapele IonAtAn. V říjnu 2008 Clou vydali svou třetí desku s názvem „For Tonight“, kterou otextoval baskytarista Steph. Na tomto CD se koproducentsky podílel Amák, bývalý baskytarista kapely Sunshine. Album vznikalo během léta 2008 ve studiích Cox Davida Kollera, Professional Sound Studio, Chick Sound Borise Carloffa a Golden Digital Studio.

## Složení kapely
- Lukáš Vyhnal – zpěv (Lukemo)
- Petr Vaško – kytara (Petrock)
- Radek Tomášek ml. – bicí (Rae)

## Diskografie

### EP
- 2004 – First

### Alba
- 2005 – Postcards
- 2007 – Clou
- 2008 – For Tonight
- 2012 – Old Dogs New Tricks

### Soundtracky
- 2006 – O.S.T. Prachy dělaj člověka